# Schoenorchis juncifolia
Schoenorchis juncifolia är en orkidéart som beskrevs av Caspar Georg Carl Reinwardt och Carl Ludwig von Blume. Schoenorchis juncifolia ingår i släktet Schoenorchis och familjen orkidéer. Inga underarter finns listade i Catalogue of Life.

## Bildgalleri

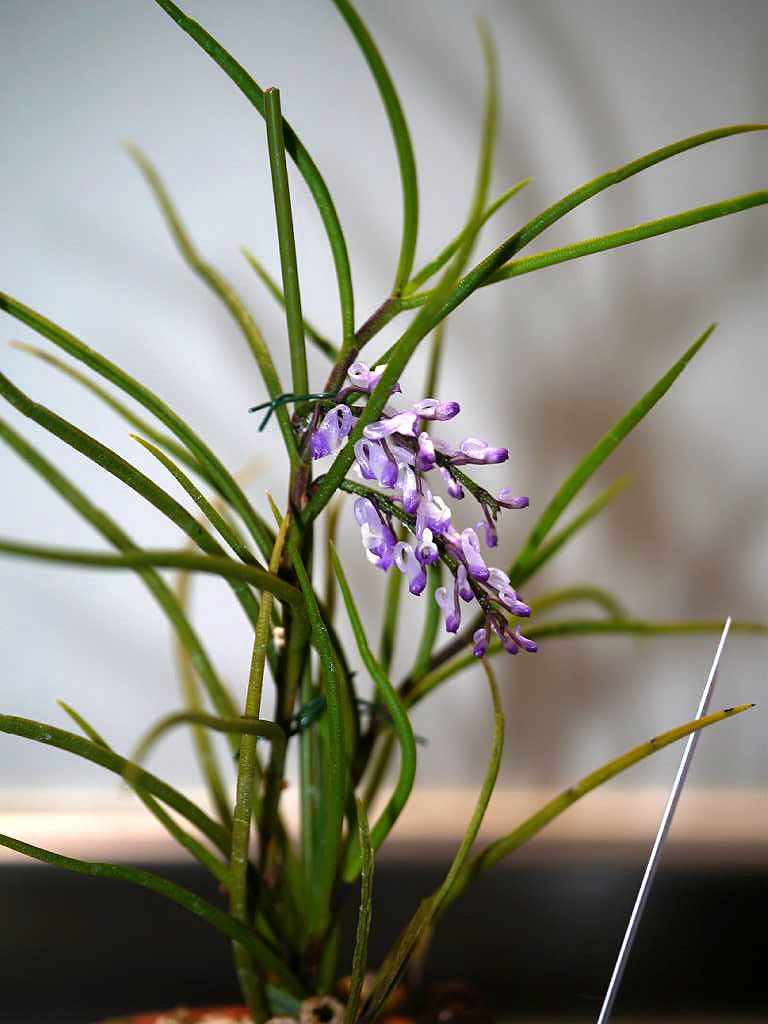
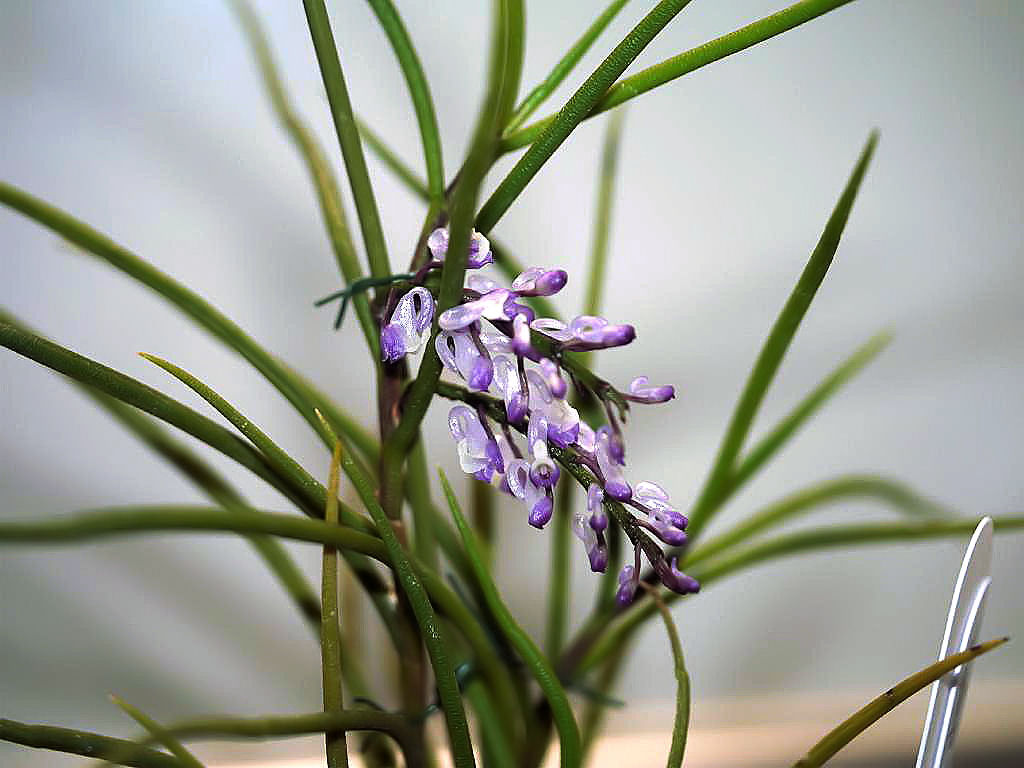
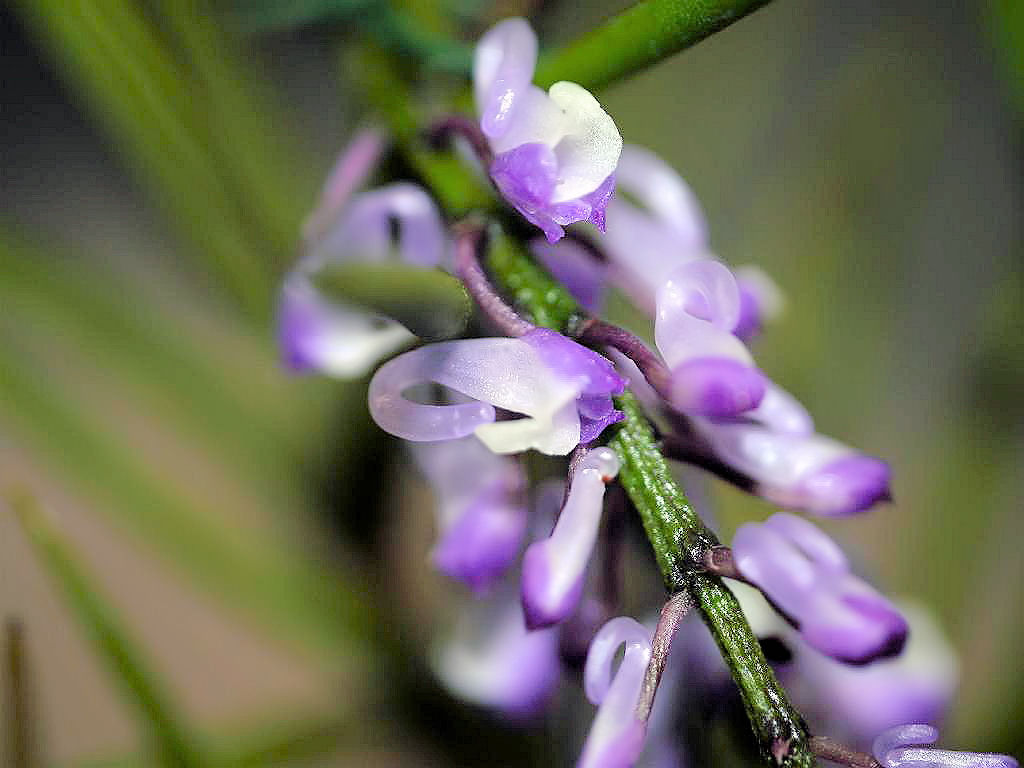
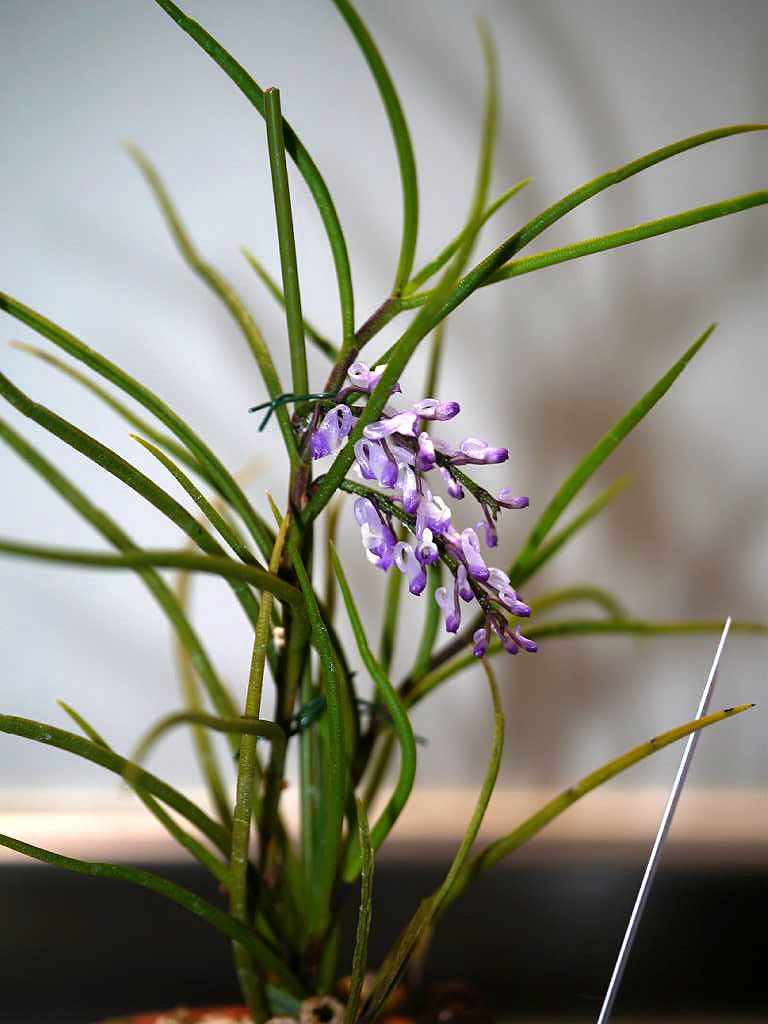
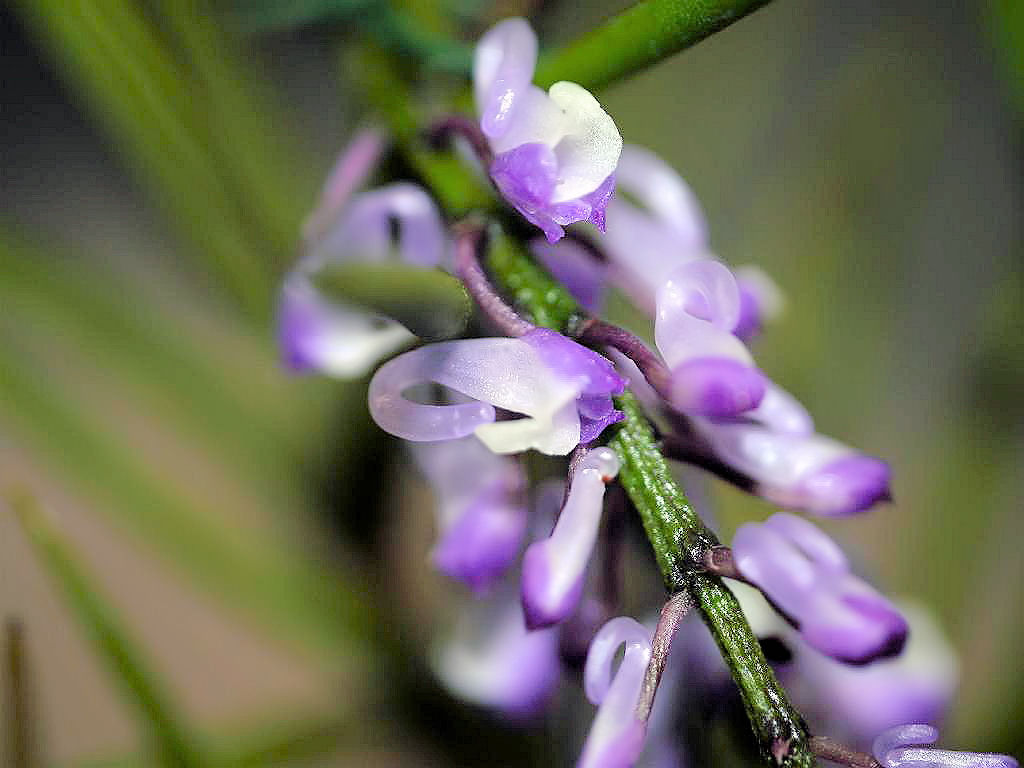